# Постаті (нариси про видатних людей Донбасу)

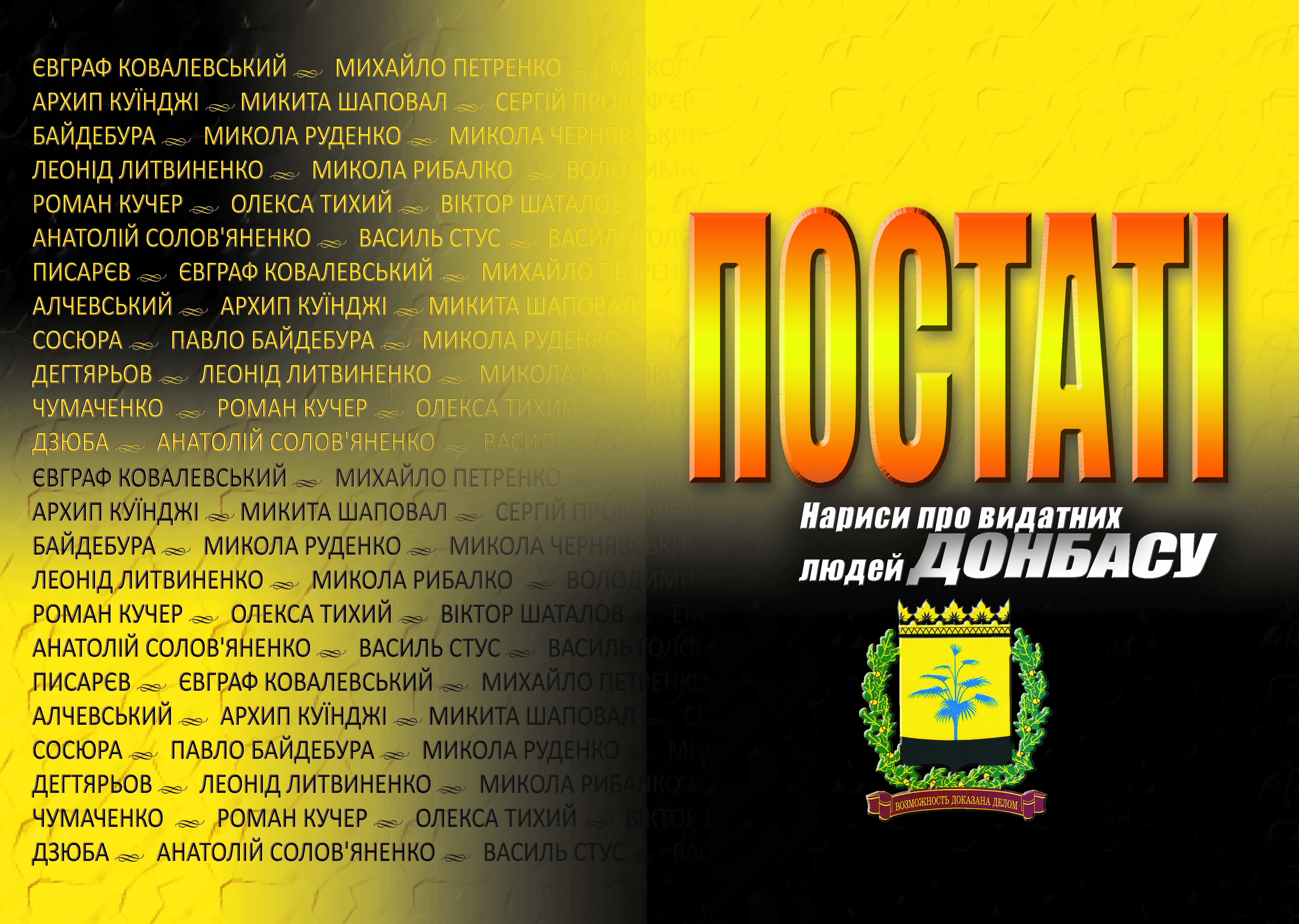
Обкладинка книги

«Постаті» — колективна праця в рамках проєкту «Культурне обличчя Донбасу» — збірник статей-нарисів про видатних людей Донбасу. Книга видана у 2011 році видавництвом «Східний видавничий дім» (Донецьк).

## Про проєкт
Автор ідеї «Постатей» і один із авторів — професор Володимир Білецький. Головний редактор видання — Галина Тимофєєва.
«Постаті» включають нариси, творчі портрети 27 видатних людей Донбасу ХІХ-ХХІ ст. Це поети і науковці, композитори і співаки, геологи і економісти, управлінці і політики, журналісти і правозахисники.
У «Постатях» поіменно героями нарисів є: Євграф Ковалевський, Михайло Петренко, Микола Корф, Олексій Алчевський, Архип Куїнжі, Георгій Сєдов, Микола Чернявський, Микита Шаповал, Сергій Прокоф'єв, Володимир Сосюра, Павло Байдебура, Микола Руденко, Володимир Дегтярьов, Леонід Литвиненко, Микола Рибалко, Володимир Біляїв, Микола Чумаченко, Роман Кучер, Олекса Тихий, Віктор Шаталов, Емма Андієвська, Анатолій Солов'яненко, Василь Стус, Василь Голобородько, Сергій Бубка, Вадим Писарєв.